# Комуністична партія Чехословаччини
Комуністична партія Чехословаччини, КПЧ (чеськ. і словац. Komunistická strana Československa, KSČ) — комуністична партія колишньої Чехословаччини, правляча в країні у 1948—89 роки.

## З історії партії
Комуністична партія Чехословаччини була створена в 1921 році. Брала активну участь у чеському Руху Опору під час Другої світової війни в 1939—45 роках.  1945 року стала однією з чотирьох партій у складі Національного фронту Чехословаччини, що прийшов до влади. 
У лютому 1948 року в результаті революційного заколоту (у комуністичній історіографії — «Звитяжний лютий» / чеськ. Vítězní únor) стала правлячою партією. Після конституційної реформи влітку того ж року в Чехословаччині було проголошено соціалізм (від 1960 року країна офіційно почала називатися соціалістичною республікою — ЧССР) за провідної ролі Національного фронту під керівництвом КПЧ. Друкованим органом партії була газета «Руде право».
У 1968 році спроби внутрішнього реформування КПЧ («Празька весна» Александра Дубчека) були придушені збройною силою Організації Варшавського договору. 
Після Оксамитової революції 1989 року КПЧ втратила владу і припинила існування разом із федеративною Чехословаччиною в 1992 році.
За законом про комуністичний режим (1993) Компартія Чехословаччини була визнана злочинною організацією.
У теперішній час (2000-ні) існують Комуністична партія Чехії та Моравії і Комуністична партія Словаччини; перша грає помітну роль у політичному житті Чехії. У 1995 році ортодоксальними групами «відновлена» Партія чехословацьких комуністів (згодом знову КПЧ), але ця організація є вкрай маргінальною, і до тепер від неї не обирався жодний депутат.

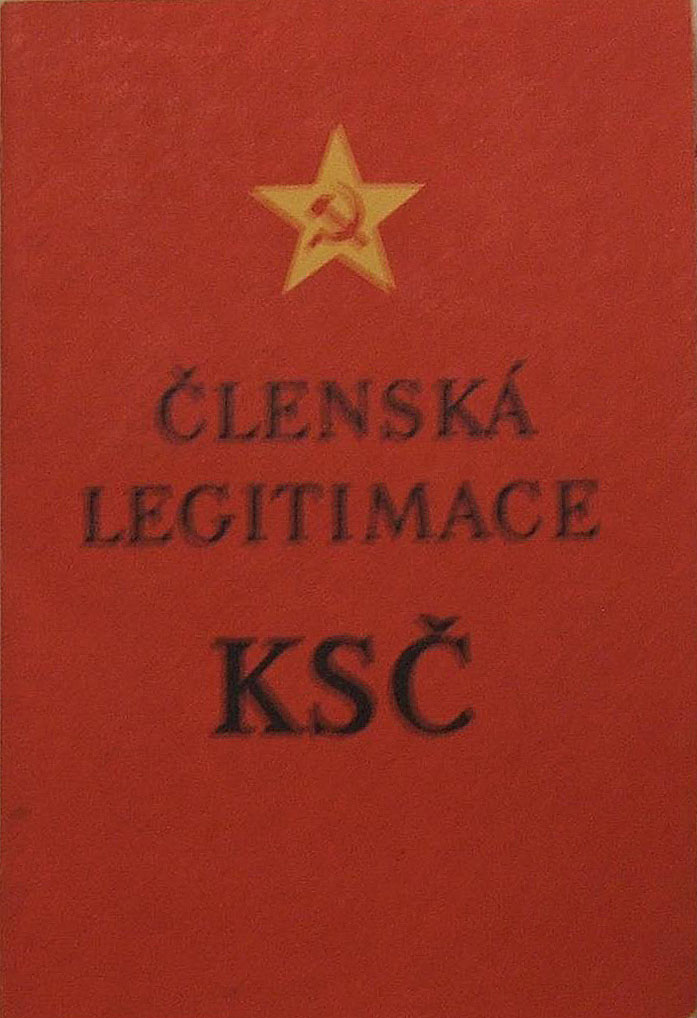
Членський квиток КПЧ

## Лідери Компартії ЧССР
Генеральні секретарі ЦК КПЧ:
- Богуміл Ілек (1921—22);
- Антонін Запотоцький (1922—25);
- Богуміл Ілек (1925—29);
- Клемент Готвальд (лютий 1929—45);
- Рудольф Сланський (1945—51).

Перші секретарі ЦК КПЧ:
- Антонін Новотний (вересень 1953— січень 1968);
- Александр Дубчек (січень 1968— серпень 1969);
- Густав Гусак (серпень 1969—71).

Генеральні секретарі ЦК КПЧ:
- Густав Гусак (1971— грудень 1987);
- Милош Якеш (декабрь 1987 — 24 листопада 1989);
- Карел Урбанек (25 листопада—20 грудня 1989).

Перший секретар ЦК КПЧ:
- Васіл Могорита (грудень 1989—90).

Голови ЦК КПЧ:
- Вацлав Штурц (1921—22);
- А. Муна (1923—24);
- Й. Хакен (1925—27);
- Клемент Готвальд (1945—53);
- Ладислав Адамець (1989—90).

Установчий з'їзд КПЧ, 14-16 травня 1921 р.Установчий з'їзд КПЧ, 14-16 травня 1921 р.
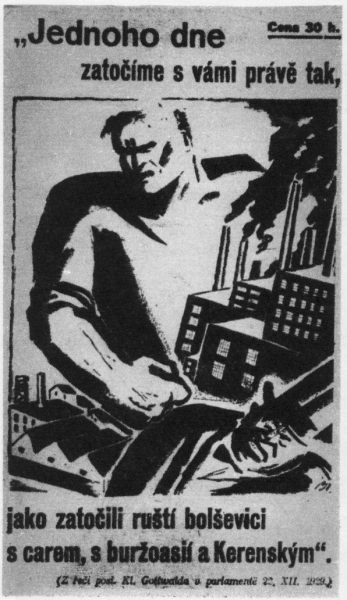
Листівка КПЧ, 1929 р.
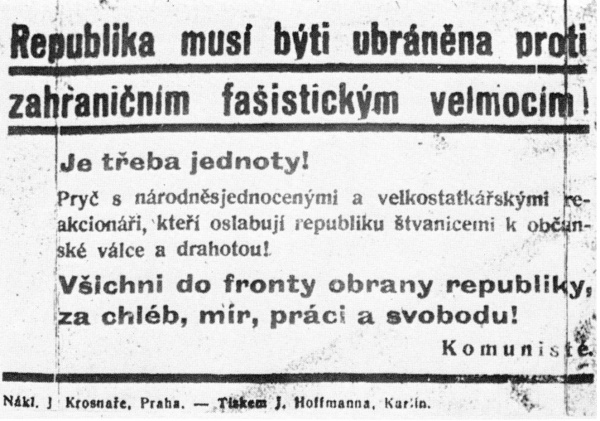
Антифашистська листівка КПЧ проти агресії Німеччини, 1938 р.